# 都啓一
都 啓一（みやこ けいいち、1971年10月6日 - ）は、日本のキーボーディスト・作曲家・音楽プロデューサー。兵庫県伊丹市出身。身長170cm。大阪スクールオブミュージック専門学校卒業。ロックバンドSOPHIAのキーボードとして1994年より活動開始、1995年メジャーデビュー。以降はバンド活動の傍ら、他のミュージシャンへの楽曲提供やプロデュース業も行う。2010年よりRayflowerでも活動中。妻は歌手の久宝留理子。1男1女の父。

## 来歴
1971年、兵庫県伊丹市に生まれる。3人兄弟の長男で、弟は元サッカー選手の都修一（現モンテディオ山形・ジュニアユース村山監督）。幼少時にピアノを習う。
1986年、音楽制作事務所WINGSの付属スクールで音楽の基礎を学ぶ。
1988年、WINGSのインディーズより由崎照麿プロデュースのオムニバスCD「HOPELESS WORLD」にオリジナル曲「NOISE VOICE」で参加。本人が曲制作とボーカルを担当。1万枚限定だったそのCDはオークションで高値で売り買いされている。その後5年間で同シリーズのオムニバスCD10作以上に参加。他のシンガーに多数の楽曲を提供している。
1990年、大阪スクールオブミュージック専門学校入学。同校で後にバンドメンバーとなる松岡充と出会う。当時から相当の音楽技術を持ち、学校在籍から卒業後の時期にインディーズバンドのキーボーディストとして活動の他、地元テレビ局をキー局とする関西ローカルの番組に音楽提供をしていた。同年、三原光尋監督の映画『栄養成分表示』に主人公の恋人役として出演した。
1994年、松岡充に誘われSOPHIAを結成、同時に上京。
1995年、SOPHIAとしてメジャー・デビュー。同バンドの多くの楽曲・ライブSEの作曲を担当。
1997年、『西城秀樹ROCKトリビュート』「YOUNG MAN (Y.M.C.A.)」を「笑む&笑むs」松岡充と共に歌唱。
2001年1月、歌手の久宝留理子と結婚。一男一女をもうける。
2002年10月25日、SOPHIA TOUR "HARD" SPECIAL ファイナル武道館公演終了後、元クラウドナインのベーシストMARU等とともに渋谷 Club Asiaで夜通し行われた都プロデュースの初のクラブイベント『D.N.P-Deep Night Paradise-』を成功。
2003年、Coming Century主演の映画『COSMIC RESCUE』の劇中音楽担当。またV6に楽曲提供もしている。
2004年、舘川範雄プロデュース舞台「ID-ZERO」の音楽を担当。
2005年、テレビドラマ『はるか17』の劇中音楽担当。KORGのサウンドコンテストで特別審査員を務める。
2006年12月、Lion Headsのサポートで上海公演に参加。同バンドのキーボーディスト欠席による急なピンチヒッターだったが、メンバーと意気投合しサポートとして定着、翌年の全国ツアーでも大半の公演に出演。同年12月にはホノルルマラソンに一般参加した。
2007年、SOPHIAのギタリスト豊田和貴とインストゥルメンタルのバンド「スペースフィルターズ」を結成。
2008年1月、テレビドラマ『ハチミツとクローバー
』劇中音楽担当。
2009年、「Rayflower」を結成、2010年より始動。テレビドラマ『うぬぼれ刑事』の劇中音楽を一部担当。
2010年3月21日、ろ胞性悪性リンパ腫に罹患していることを自ら公表し、4月10日の中野サンプラザ公演を最後に病気療養の為にライブ活動を休止することを発表した。
2010年11月9日、がんを克服したことを自身のブログで報告。
2011年9月1日、講談社よりガン闘病を綴った「ガンでもくじけない -誰かのために生きること-」を発売。
2022年5月、赤松芳朋とYouTubeチャンネル「都とトモのSOPHIA5分の2ちゃんねる」を開設。

## バンド
- WINGS（1986年 - 1990年）
- THE FIGHT（1990年 - 1992年）
- SOPHIA（1994年 - 2013年、2022年 - ）
- Lion Heads（2006年 - ）※サポート・キーボード
- スペースフィルターズ（2007年 - ）
- Rayflower（2010年 - ）

## プロデュース・曲提供
- Ai BAND
- wyse
- 石井智美
- kimeru「君じゃなきゃダメなんだ」
- 國府田マリ子「9番目の雲」（アルバム『音いろえんぴつ 〜十二色〜』収録）作曲
- Coming Century「Come With Me」作曲
- 加藤和樹「melody」作曲
- SOPHIAの楽曲中、以下を作曲（太字は同名のシングルの表題曲）
  - 「Kissing blue memories」「last song」「Like forever」（アルバム「BOYS」収録）
  - 「STILL」（アルバム「GIRLS」収録）
  - 「Dancing in the moonlight」（シングル「ヒマワリ」収録）
  - 「ブラウンカンライフ」（シングル「Early summer rain」収録）
  - 「maybe」「eye」（アルバム「Kiss the Future」収録）
  - 「My only season」（シングル「little cloud」収録）
  - 「CLIO」「Chicken Heart」「ポトス」「CLIO'S BLUE」（アルバム「little circus」収録）
  - 「ゴキゲン鳥 〜Crawler is crazy〜」「DIVE」（アルバム「ALIVE」収録）
  - 「take me away」「material of flower」（アルバム「マテリアル」収録）
  - 「紅色の涙」（シングル「Place〜」収録）
  - 「fairly」（シングル「進化論〜GOOD MORNING!-HELLO!21st-CENTURY〜」収録）
  - 「赤い青春と虫けら」「-WOOZ!-」「walk」（アルバム「進化論」収録）
  - 「UNDER THE SKY」（シングル「STRAWBERRY&LION」収録）
  - 「piece」（シングル「Thank you」収録）
  - 「HARD WORKER」「小さな花飾り」「I mean…」（アルバム「夢」収録）
  - 「花は枯れて また咲く」「your side」「GOD BLESS」（アルバム「EVERBLUE」収録）
  - 「零と宇宙」「growing up」「game」（アルバム「We」収録）
  - 「男の子」（シングル「星」収録）
  - 「モラトリアム人間」（アルバム「2007」収録）
  - 「what are you looking for?」（アルバム「BAND AGE」収録）
  - 「round」(シングル「cod-E 〜Eの暗号〜」収録)
  - 「それでも 花は揺れてた」（シングル「サヨナラ 愛しのピーターパンシンドローム/rainbow rain」収録）
  - 「mute reality」「人間失格」（アルバム「未来大人宣言」収録）
- 松岡充（「W」）
- ベイビーレイズ（「最上級」）（3rdシングル『JUMP』C/W）作曲
- 田澤孝介ソロ 3rd mini album「想奏ノスタルジア」アレンジ・サウンドプロデュース

## 書籍
- 「ガンでもくじけない -誰かのために生きること-」（2011年9月1日、講談社）